# Култура Либије
Култура Либије представља спој различитих утицаја, што је последица излагања земље бројним историјским епохама. Либија је била италијанска колонија више од четири деценије, што је оставило значајан траг на културу ове државе. Иако је некада била изоловано друштво, Либијци су успели да сачувају своје традиционалне народне обичаје, који се данас сматрају једним од „најчистијих“ облика арапске културе ван Арабијског полуострва. Либијска култура снажан акценат ставља на породицу, племенске везе, лојалност, солидарност и верност.
Већина становништва Либије су Арапи, а 96,6% Либијаца исповеда ислам, махом сунитског правца. Главни језик у Либији је арапски, док се италијански и енглески говоре у ограниченој мери, углавном у туристичким подручјима. Око 95% територије Либије чини пустиња, а приближно 90% становништва насељено је у приобалним регионима.

## Застава
У фебруару 2011. године, током Либијске револуције, Прелазни национални савет поново је увео стару заставу, која се користила у време Краљевине Либије пре војног пуча Муамера ел Гадафија 1969. године. Застава се састоји од три боје: црвене, црне и зелене, које симболизују три главне регије земље: црвена представља Фезан, црна Киренајку, а зелена Триполитанију. Полумесец и звезда симболизују ислам, главну религију Либије.

## Ликовна уметност
Либијски грађански рат из 2011. године подстакао је препород у уметничком стваралаштву земље, инспиришући нову генерацију уметника да користи уметност као средство изражавања ставова о либијској политици, историји, култури и савременим питањима.
Међу савременим либијским уметницима истичу се Сухаиб Тантуш, Мухамед Башир, Шефа Салем и Абдула Хадија. Сухаиб Тантуш је пример уметника који својим радом указује на борбе и тешкоће либијског народа. То се може видети у његовим карикатурама, где приказује свакодневне изазове Либије, попут дугих редова, нестанака струје и криза након оружаних сукоба, подсећајући тако на националну борбу. Либијска историја и наслеђе такође су заступљени у уметности, као што показује рад Шефе Салем, која у једном свом муралу спаја савремене либијске ликове са елементима грчког наслеђа, представљајући тиме богатство либијског културног наслеђа.
Уметничко стваралаштво у Либији има традицију дугу хиљадама година. Планински ланац Тадрарт Акакус у Либији познат је по бројним пећинским цртежима и резбаријама, који датирају од пре 14.000 година и налазе се на Листи светске баштине Унеска. Ови цртежи, који се простиру преко Сахаре, приказују животињске мотиве и сцене из периода када је пустиња била настањива. Централно-сахарска пећинска уметност у југозападној Либији, на висоравни Месак, обухвата чувени „пасторални стил“, који се одликује експресивним приказима говеда.
И пре рата, либијска уметност била је позната. Међу истакнутим уметницима налази се и Мохамед Завави (1936–2011), пионир либијске карикатуре, чији духовити прикази свакодневног живота објављивани су у публикацијама као што су at-Tawra и Al-Amal. Његов рад стекао је признање широм арапског света.

## Књижевност
Либијска књижевност има корене у антици, али савремено стваралаштво у Либији црпи инспирацију из различитих утицаја.
Арапска ренесанса с краја 19. и почетка 20. века није стигла у Либију тако рано као у друге арапске земље, а Либијци су слабо допринели њеном раном развоју. Ипак, у овом периоду у Либији се развијала сопствена књижевна традиција, заснована на усменој поезији, која је у великој мери изражавала патње проузроковане италијанском колонијалном влашћу.
Либијска књижевност почиње да цвета крајем 1960-их година, захваљујући делима Садека ал-Нејхума, Халифе ал-Фахрија, Хамела ал-Магура (проза), Мухамеда ал-Шалтамија и Алија ал-Реџија (поезија). Многи либијски писци тог периода били су присталице националистичких, социјалистичких и генерално прогресивних идеја.
Године 1969. војним пучем на власт долази Муамар ел Гадафи. Средином 1970-их нова власт оснива једно издавачко предузеће, а аутори су били обавезани да пишу у корист режима. Они који су то одбијали били су затварани, одлазили у емиграцију или престајали да пишу. Закони о цензури ублажени су, али не и укинути, почетком 1990-их, што је резултирало обновом књижевне продукције. У либијској књижевности почели су да се појављују и одређени облици неслагања са режимом, али су књиге и даље биле под цензуром и ауторцензуром у значајној мери.
Након свргавања Гадафијеве власти у либијском грађанском рату, цензура над књижевношћу је укинута, а Члан 14. привременог устава гарантује „слободу штампе, објављивања и медија“. Савремена либијска књижевност обликована је под утицајем „локалних предања, књижевности Северне Африке и источномедитеранског арапског света, као и светске књижевности у целини“ (Х. Матава). Значајан допринос либијској књижевности дали су и емигрантски писци, као што су Ибрахим ал-Куни, Ахмед ал-Факих и Садек ал-Нејхум.

## Кухиња
Либијска кухиња обједињује утицаје арапске, медитеранске и италијанске кухиње, које су се сусреле на овом простору. Маслине, палмино уље, урме, бесквасни хлеб и пуњене паприке често се налазе на либијској трпези. Либијци не конзумирају свињетину, а све месо мора бити халал (заклано на хуман начин и уз изговарање молитве, у складу са исламским обичајима). Посебна пажња у либијском кулинарству посвећује се детаљима. Бројни зачини користе се у свим јелима и морају се додавати у тачним количинама како би се обогатио укус. Либијска исхрана је богата морским плодовима и разноврсним поврћем и житарицама. Маслиново уље је основни састојак скоро сваког јела.
Оброци имају велики симболички значај у либијској култури, а главни оброк у току дана је ручак. Током поднева, продавнице и послови се затварају на неколико сати како би породице могле да се окупе и ручају. Четири основна састојка традиционалне либијске кухиње су: маслине, урме, житарице и млеко. Оброци се обично завршавају воћем или дињом (Либија је позната по воћу). После јела, пије се зелени чај који помаже варењу. Либијци обожавају чај и кафу, а породице се често окупљају поподне како би разговарале о дневним дешавањима. Либијски чај је познат по густој текстури. Прави се веома јак и густ, готово као сируп. Према традицији, чај се сипа из једне шоље у другу више пута, па се потом из велике висине сипа у чашу да би се створила рехва (пена).
Либијска супа је веома популарно јело широм Либије и често се служи као предјело. Посебно је важна током Рамазана, када се супом обично прекида пост (након шољице млека и неколико урми). Садржи многе састојке из других либијских јела, укључујући црни лук, парадајз, месо (пилетина или јагњетина), чили папричице, бибер, шафран, леблебију, нану, коријандер и першун.
Базин је такође веома препознатљиво либијско јело. Прави се од мешавине јечменог брашна са мало обичног брашна. Брашно се кува у сланој води да би се добило тврдо тесто, које се затим меси у полу-сферични облик и ставља у средину велике посуде. Око теста се сипа сос, који се припрема пржењем сецканог црног лука са јагњећим месом, уз додавање куркуме, соли, бибера, семена пискавице, благе паприке и парадајз-пасте. Могу се додати и кромпири. На крају се кувају јаја и распоређују око теста у облику куполе. Јело се сервира са познатом либијском салатом/додатком од киселих шаргарепа, краставаца и чили паприка, који се зове амасјар.
Други тип Базина је Ајш или Асида, који се прави по сличном принципу, али се користи чисто бело брашно, има мекшу и глаткију текстуру и једе се као слатко јело уз додатак меда, сирупа или понекад шећера у праху. Ајш се обично једе за доручак или при посебним приликама, као што је рођење детета или празник Мевлуд (дан рођења пророка Мухамеда).
Једно од најпопуларнијих јела у либијској кухињи, које је такође либијски специјалитет јер се не налази нигде другде, је батата мубатана (пуњени кромпир). Састоји се од похованих кришки кромпира пуњених зачињеним млевеним месом, које се затим уваљају у јаја и презле и прже.
Нека друга популарна јела у Либији укључују разне врсте пасте, што је један од трајних утицаја Италије, као и кус-кус, који је широко распрострањен у целој Северној Африци.
Алкохол је у Либији забрањен, у складу са шеријатским законима, али се зато у великој мери конзумира минерална вода, као и разне безалкохолне напитке, попут Кока-коле.

## Традиционална либиска ношња
У савременој Либији, традиционална ношња се ретко носи, посебно међу женама, осим код старијих Либијки које и даље поштују традицију. Уобичајена одећа обухвата модерну, интернационалну моду која је распрострањена из западног света. Женe у Либији облаче се скромно и већина носи хиџаб.
Традиционална ношња је данас углавном резервисана за посебне прилике, а мушкарци је носе чешће него жене. Популарна је приликом петочасовне молитве (џума намаз), верских празника као што су Бајрам, и свадби. Иако се детаљи одеће благо разликују од једног региона до другог, мушка традиционална одећа је углавном униформна широм Либије. Састоји се од дуге беле кошуље, која се назива џелабија или камис, дугих панталона сирвал и прслука садрија, који је често израђен од црне свиле и има дугмад на предњој страни. Мушкарци такође носе капу шашија, која је обично црне или црвене боје. Мушкарци у Триполитанији преферирају црну шашију, док мушкарци у Киренајци носе обе варијанте. Испод шашије, мушкарци носе уску, плетену, белу капу када су у затвореном простору. Преко свега носи се велики огртач џарид, који се умотава око тела на начин сличан римској тоги, с тим што се у Либији џарид обично везује на десном рамену, а остатак се пребацује преко главе. Либијски мушкарци носе кожне чизме, обично са потпетицом за јахање коња, кожне сандале или папуче.
Женска традиционална ношња у Либији варира од региона до региона, али уопштено се састоји од блузе са широким рукавима украшеним перлама и сребрним/златним концем и широких свилених панталона које се скупљају на крајевима помоћу еластичних трака. Преко тога се носе светло обојени комади тканине који се обликују у хаљине сличне тоги и причвршћују се великим сребрним брошевима. Жене из руралних подручја користе тешке тканине налик тепиху због климе. Глава се покрива шареном марамом украшеном разнобојним помпонама. Либијке носе велике комаде златног или сребрног накита. Огрлице често досежу до колена, а наруквице су широке од 10 до 15 центиметара. Велики сребрни брошеви који се користе за причвршћивање одеће данас се често замењују златним, а украшавају се амулетима као што је хамајса (симбол руке) или другим амајлијама за које се верује да штите од урока.
Жене комплетну традиционалну ношњу са накитом носе само у посебним приликама, попут свадби. Према обичају, младожења поклања традиционалну ношњу и златни накит младој на дан венчања, а млада је носи дан након венчања. Женска традиционална ношња је врло скупа, а цене варирају у зависности од квалитета и тежине злата или сребра.

## Музика у Либији
Музика у либијској култури карактеристична је за поједине градове или регионе. Међу берберским, односно амазишким становништвом на југу земље, најпопуларнија је традиционална народна музика народа Туарега, која се изводи на њиховом изворном језику Тамашек. У инструменталном делу користе се тинде бубањ и имзад, а оба ова инструмента свирају искључиво жене.
Жене имају значајну улогу у либијској музичкој традицији. Традиционални музички састави су углавном групе жена које наступају на окупљањима и свадбама намењеним искључиво женској публици. Оне певају римоване стихове који живописно описују либијску културу и наслеђе.
Либијска музичарка Данија Бен Саси стекла је велику популарност 2011. и 2013. године стварајући и промовишући амазишку музику која велича отпор амазишког народа. Њене песме на тамазигхту постале су веома популарне међу становницима западне Либије током и након револуције 2011. године, а шириле су се путем мрежа које су се простирале у Тунис и шири регион Магреба.
Термин зимзамат у Либији означава живи музички бенд, који обично чине женски музичари. Ови бендови наступају на прославама, свадбама и друштвеним догађајима. Занимљиво је да се зимзамат бендови често ангажују и за наступе у најлуксузнијим салама за венчања у Триполију. Венчане сале обично имају две бине: једну за бенд и једну за младенце. По традицији, музика на овим догађајима је весела, забавна и прилагођена друштвеним очекивањима.
Током 42-годишње диктатуре Муамера ел Гадафија, западна музика је била забрањена у Либији, а инструменти који нису арапског порекла јавно су спаљивани широм земље. Радио и телевизијски програми нису емитовали музику која није на арапском језику. Насупрот томе, либијска музика је била широко прихваћена и негована као део националне традиције. Током револуције 2011. године, народ Либије побунио се против забране западне музике коју је увео Гадафијев режим.

## Медији
Контрола државе над медијима у Либији довела је до тога да велики део становништва преферира да се забавља гледајући видео-садржаје или стране телевизијске станице путем сателита. Либијски телевизијски програми углавном се емитују на арапском језику, с тим да се сваке вечери емитује и 30-минутни информативни програм на енглеском и француском језику. Поред тога, повремено се могу гледати и спортске емисије. Међутим, већина програма је културног карактера и фокусирана је на представљање традиционалне либијске музике и забаве.
Најважнији дневни лист у Либији је Al-Fajr al-Jadid, који се издаје у Триполију. Страни листови су доступни, али често стижу са значајним закашњењем и већином су неактуелни у тренутку када стигну у продавнице.

## Племенске и политичке поделе
Племенски систем је трајна карактеристика либијског друштва током историје. Још од времена пре римске ере, обална Либија била је подељена на две засебне провинције: Триполитију на западу, са центром у Триполију, и Киренајку на истоку, са центром у Бенгазију. Након грађанског рата 2011. године, Либија је поново подељена дуж традиционалне линије исток–запад. Највећа либијска племена су: Варфала, Зуваја, Гадафа и Магарха.
У Либији се за власт боре две администрације: једна са седиштем у Триполију (запад), на челу са Абдулом Хамидом Дбејбехом, и друга на истоку, коју подржава маршал Халифа Хафтар.